# Notopleura palestinae
Notopleura palestinae là một loài thực vật có hoa trong họ Thiến thảo. Loài này được (Standl. ex Steyerm.) C.M.Taylor mô tả khoa học đầu tiên năm 2001.